# Иоанн Евангелист
Иоа́нн Евангели́ст (греч. Εὐαγγελιστής Ἰωάννης), согласно церковной традиции — автор нескольких книг Нового Завета: Евангелия от Иоанна, Откровения Иоанна Богослова и Посланий Иоанна.

## Евангелие от Иоанна
Автор Евангелия от Иоанна не называет себя по имени, но в богословии традиционно отождествляют его с апостолом Иоанном. Апостол Иоанн — историческая личность, один из руководителей Иерусалимской церкви после смерти Иисуса Христа. Он был одним из двенадцати апостолов, единственный, который дожил до преклонных лет и не был убит за свою веру.
Некоторые исследователи оспаривают авторство апостола. Имя Иоанн Богослов апостол получил из-за именования Иисуса Христа в Евангелии от Иоанна Словом Божиим.

## Авторство книг Иоанна
Авторство Евангелия от Иоанна, Откровения Иоанна Богослова и Посланий Иоанна дискутировалось по крайней мере со II века.
Православная традиция приписывает все книги апостолу Иоанну Богослову, сыну Зеведееву.
В VI веке в декрете папы Геласия второе и третье послания Иоанна приписывались «другому Иоанну старшему».
Многие современные учёные считают, что ни одна из приписываемых книг не принадлежит апостолу Иоанну Зеведееву.
Некоторые исследователи заключают, что автор посланий отличается от автора Евангелия, хотя все 4 текста написаны в одной общине.